# Saint-Germain-le-Gaillard (Eure-et-Loir)
Saint-Germain-le-Gaillard é uma comuna francesa na região administrativa do Centro, no departamento de Eure-et-Loir. Estende-se por uma área de 8,13 km². Em 2010 a comuna tinha 361 habitantes (densidade: 44,4 hab./km²).